# Fernando Natalio Chomalí Garib
Fernando Natalio Chomali Garib (Santiago, 10 de març de 1957) és un enginyer civil, teòleg, professor, eclesiàstic, poeta i columnista catòlic xilè, d'ascendència palestina. És l'arquebisbe de Santiago de Xile, des d'octubre de 2023, diòcesi de la qual en va ser bisbe auxiliar entre 2006 i 2011. Va ser arquebisbe de la Santísima Concepción des de 2011 a 2023.

## Biografia
Va néixer el 10 de març de 1957, a la ciutat xilena de Santiago. Tercer fill del matrimoni de l'odontòleg Juan Chomali Celse i Vitalia Garib Aguad, immigrants palestins radicats a Xile. . He studied at the Colegio de Alianza Francesa and the National Institute of Santiago.  Té quatre germans.Va ser batejat l'endemà del seu naixement.
Va realitzar la seva formació primària i part de la secundària a l'Aliança Francesa, completant els dos últims anys a l'Institut Nacional. Després de realitzar els seus estudis a la Pontifícia Universitat Catòlica de Xile, es va graduar d'enginyer civil, amb menció en Construcció, en 1981.
El 1984, va ingressar al Seminari Pontifici Major de Santiago, on va realitzar els estudis eclesiàstics.
Posteriorment, el 1993 va obtenir la llicenciatura en Teologia moral a l'Acadèmia Pontifícia Alfonsiana. Després, el 1994 va obtenir el doctorat en Sagrada Teologia, a la Pontifícia Universitat Gregoriana.
El 1998, va aconseguir un mestratge en Bioètica, al Pontifici Institut Joan Pau II.

### Presbiterat
La seva ordenació sacerdotal va ser el 6 d'abril de 1991, a les mans de l'arquebisbe Carlos Oviedo Cavada.
Com a sacerdot va exercir els següents ministeris:
- Professor de Teologia moral al Seminari Pontifici Major de Santiago (1991-?).[5]
- Membre del Comitè d'Ètica de l'hospital clínic de la Facultat de Medicina (1991-2006), del Comitè d'Ètica del Centre d'Investigacions mèdiques (1997-2006) de la Facultat de Medicina de la PUC.[7]
- Delegat episcopal per a la Pastoral universitària (1994-1999) .[7]
- Professor d'Antropologia teològica per a Enginyeria (1995), de Moral social a la Facultat de Teologia (1999-2002) i professor adjunt i investigador del Centre de Bioètica, de la Facultat de Medicina (2003-?) a la Pontifícia Universitat Catòlica de Xile (PUC) .[7]
- Assessor de la Pastoral diocesana d'Acadèmics (2000-?).[7]
- Rector de Santa Maria de la Misericòrdia, degà del Deganat Manquehue de la Vicaria de la Zona Serralada, moderador de la Cúria i president-delegat del Consell Econòmic diocesà[6] (2005-2006).
- Membre del Comitè Nacional de Bioètica, i Teòleg assessor de la Comissió Doctrinal, tots dos encàrrecs a la Conferència Episcopal de Xile (des del

Es
És autor de llibres i nombrosos articles, sobretot pel que fa a bioètica i ètica de l'empresa. A més, ha exercit una intensa tasca pastoral al camp de l'educació, obres socials, arts i comunicacions.

### Episcopat

#### Bisbe auxiliar de Santiago
El 6 d'abril de 2006, el papa Benet XVI el va nomenar bisbe titular de Noba i bisbe auxiliar de Santiago de Xile. Va ser consagrat el 3 de juny del mateix any, a la Catedral Metropolitana de Santiago, a mans de l'arquebisbe Aldo Cavalli. El seu lema episcopal és: Mihi vivere Christus ("Per mi la vida és Crist").
En 2001 va ser nomenat membre corresponent de la Pontifícia Acadèmia per a la Vida. El 2 d'agost del 2007 va ser nomenat membre ordinari. De 2010 a 2012 va ser membre del consell directiu. Va renovar la seva pertinença per darrera vegada el 2017.

### Arquebisbe de Concepción

Fernando Chomali celebrant una missa com a arquebisbe de Concepción.

El 20 d'abril de 2011, va ser nomenat arquebisbe de la Santísima Concepción. Va prendre possessió canònica el 28 de maig del mateix, durant una cerimònia a la catedral homònima. Per això, també va assumir el càrrec com a Gran canceller de la Universitat Catòlica de la Santísima Concepción. El 29 de juny de 2011, en una cerimònia a la Plaça de Sant Pere, va rebre la imposició del pal·li arquebisbal de mans del papa Benet XVI.
De març de 2014 a març de 2015 va exercir el càrrec d'administrador apostòlic d'Osorno, mentre que de març a juliol de 2015 va ser designat administrador apostòlic del bisbat castrense de Xile.
En els últims dies de la seva assignació a Osorno, es va reunir amb el papa Francesc i va tractar, sense èxit, de transmetre-li l'impacte que estava tenint el nomenament de Juan Barros com a nou bisbe d'Osorno.Chomali havia estat amic durant molt de temps de Juan Carlos Cruz, que acusava Barros de no protegir-lo de l'abús sexual.
El 10 de setembre del 2018, en una carta pastoral sobre la crisi dels abusos sexuals, va demanar a l'Església que cooperés plenament amb les autoritats civils: "Hem d'obeir la llei perquè no estem per sobre de les normes que regeixen el país". Ha lamentat que l'Església hagi perdut la reputació de "veu dels que no en tenen" i s'hagi convertit "per a un percentatge creixent de la població... en motiu d'escàndol, de profunds qüestionaments, de molta desconfiança i de poca credibilitat" . Va condemnar l'impacte del clericalisme i va proposar de separar les oficines que manegen queixes d'abús d'altres oficines diocesanes i noves regles per crear transparència per als seminaris i els procediments judicials de l'església.
El 28 de juliol de 2021 va ser nomenat vicepresident de la Conferència Episcopal de Xile.
El 19 de desembre de 2021, amb motiu de l'elecció de Gabriel Boric com a nou president de Xile, esperava que el nou mandatari valorés "la família com el lloc on les persones aprenen a créixer" i que actués amb decisió a favor dels més vulnerables i febles de la societat; També va animar el nou cap d'Estat a promoure l'ocupació, "perquè és un camí privilegiat per superar la pobresa que afecta molts xilens".

#### Arquebisbe de Santiago
El 25 d'octubre de 2023, el papa Francesc el va nomenar arquebisbe de Santiago de Xile. Prengué possessió canònica el 16 de desembre del mateix any, durant una cerimònia a la Catedral Metropolitana de Santiago. Per això, també va assumir com a Gran canceller de la Pontifícia Universitat Catòlica de Xile.

### Cardenalat
El 6 d'octubre de 2024, durant l'Àngelus del papa Francesc , es va fer públic que seria creat cardenal. Poc després de rebre la notícia, va compartir al seu compte de X la seva reacció inicial: «Estic molt emocionat. Espero ser una aportació per a l'Església Xilena».Va ser creat cardenal pel papa Francesc durant el consistori del 7 de desembre del mateix any, amb el titulus de cardenal prevere de  San Mauro Abate.

## Obres
- Chomali, Fernando. Para reflexionar.  Concepción: Editorial de la Universidad Católica de la Santísima Concepción, 2011.[28]
- Chomali, Fernando. Desde la plaza del alma, 2019.[29]